# Mouvement VEGA
Pour les articles homonymes, voir Véga (homonymie).
Ne doit pas être confondu avec Coopérative politique VEGA ou Verts pour une gauche alternative.
Le Mouvement VEGA est un parti politique belge francophone créé en 2013, rejoint en décembre 2013 par Vincent Decroly (ancien député Ecolo),. Il se positionne comme « l'instrument politique de celles et ceux, en Wallonie et à Bruxelles, qui considèrent que l'émancipation humaine et la préservation de la biosphère sont à construire au carrefour de l'écologie et du socialisme, avec une exigence démocratique de tous les instants ». Il se rattache au courant politique de l'écosocialisme.

## Présentation
Le Mouvement VEGA est en partie issu de la Coopérative politique VEGA (même s'il ne subsiste plus aucun lien organique) et de dissidents du Mouvement de gauche. Le Mouvement VEGA s'est présenté lors des élections régionales et européennes de mai 2014. La liste européenne du Mouvement reçut le soutien du candidat à la présidence de la Commission européenne du Parti de la gauche européenne, Aléxis Tsípras. 
Il est admis au sein du Parti de la gauche européenne en tant que membre observateur en 17 décembre 2016 à l'occasion d'un congrès tenu à Berlin. 
Le 28 avril 2017, le Mouvement VEGA annonce sa fusion avec le Mouvement de gauche pour former le Mouvement Demain.